# 五味隆典
五味隆典（1978年9月22日—），男，日本综合格斗运动员，曾參賽PRIDE格斗锦标赛及终极格斗冠军赛等賽事，是迄今唯一的PRIDE格斗锦标赛羽量級冠軍，亦是前修斗羽量級冠軍及4度贏得全日本格鬥摔角冠軍。